# Geotrupes spiniger
Espèce
Geotrupes spiniger est une espèce d'insectes coléoptères de la famille des Geotrupidae.

## Distribution
Cette espèce se trouve dans toute l'Europe, Russie comprise. Elle est répandue en France métropolitaine et en Corse.
Elle a été introduite dans le sud-est de l'Australie et en Tasmanie.

## Synonymie
Selon BioLib (2 janvier 2018) :
- Geotrupes mesoleilus Thomson, 1868
- Geotrupes puncticollis (Malinowsky, 1811)
- Geotrupes stercorarius var. minor Erichson, 1847
- Geotrupes sublaevigatus Stephens, 1830
- Geotrupes tristis Dalla Torre, 1879
- Scarabaeus puncticollis Malinowsky, 1811
- Scarabaeus spiniger Marsham, 1802 nec Gmelin, 1790